# Міжнародний аеропорт імені Вільяма Боїнга
Боїнг-Філд, або міжнародний аеропорт округу Кінг (IATA: BFI, ICAO: KBFI, FAA ідент. місц.: BFI) — це державний міжнародний аеропорт, що належить і управляється округом Кінг, у п'яти милях на південь від центру міста Сіетл (штат Вашингтон, США). Аеропорт іноді називають KCIA (міжнародний аеропорт округу Кінг), але не є ідентифікатором аеропорту. Аеропорт має регулярні пасажирські перевезення, які виконує Kenmore Air, приміський авіаперевізник, і обслуговував JSX з регіональними реактивними рейсами; проте в даний час він в основному використовується авіацією загального призначення та вантажними перевезеннями. Аеродром названий на честь засновника Boeing, Вільяма Е. Боїнга, і був побудований у 1928 році, слугуючи основним аеропортом міста до відкриття міжнародного аеропорту Сіетл/Такома в 1944 році. Власність аеропорту здебільшого розташована в Сіетлі, на південь від Джорджтауна, з його південним краєм, що простягається до Таквіли. Аеропорт займає 634 акра (257 га), в середньому виконує понад 180 000 операцій на рік і має приблизно 380 повітряних суден.

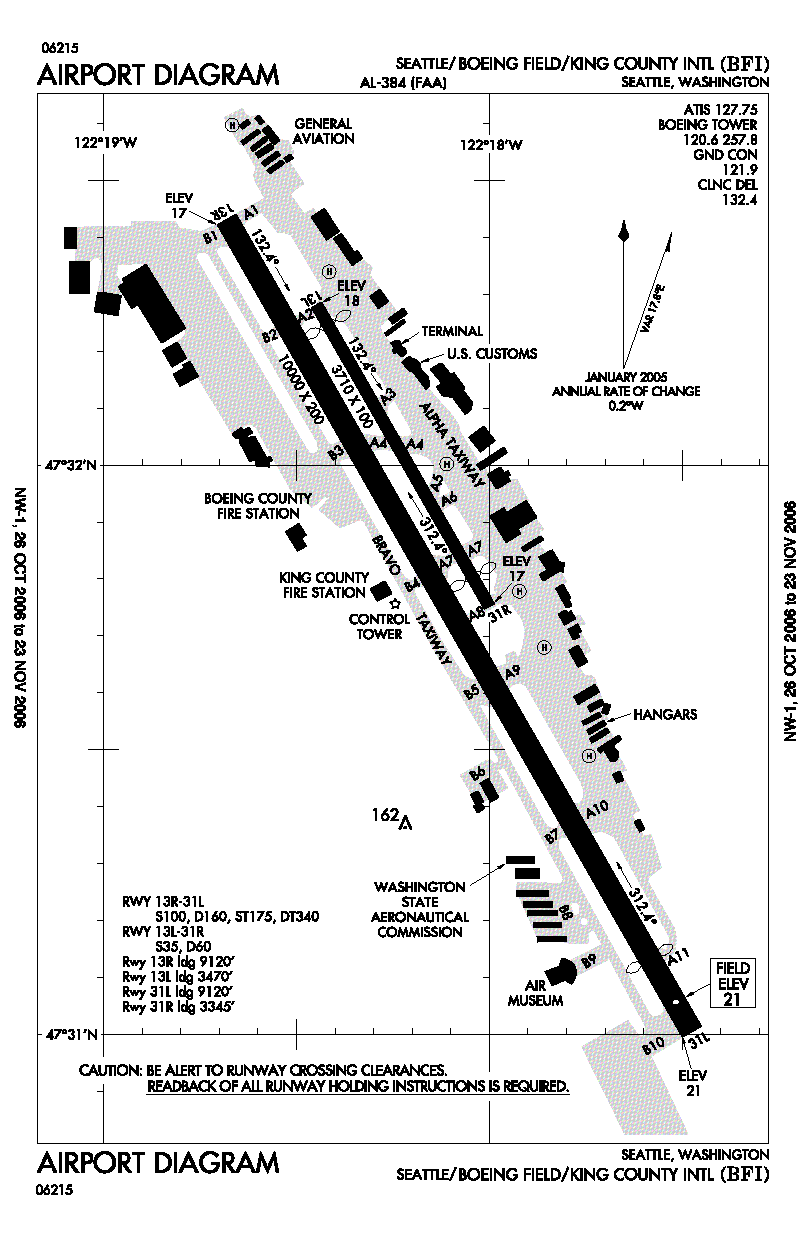
Схема аеропорту

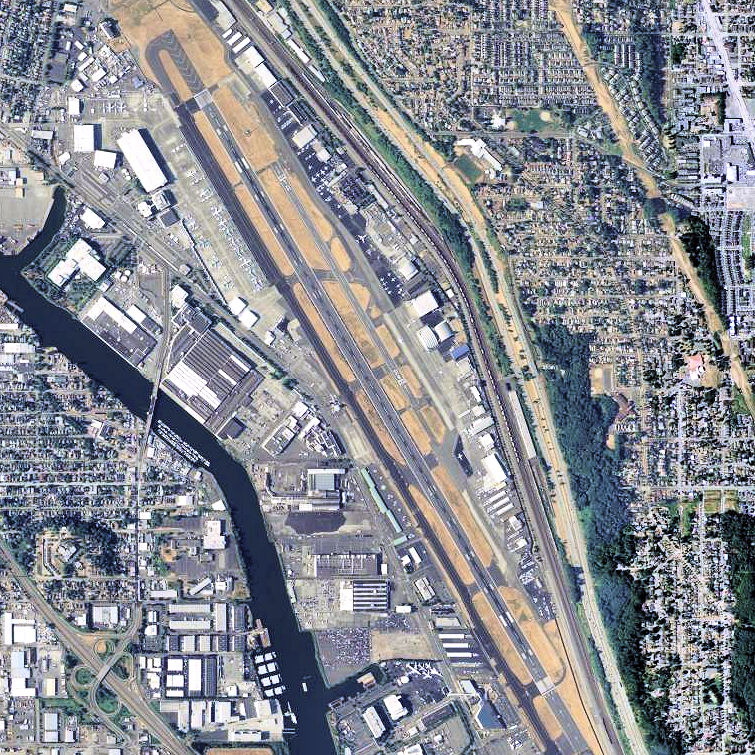
Супутниковий знімок території аеропорту

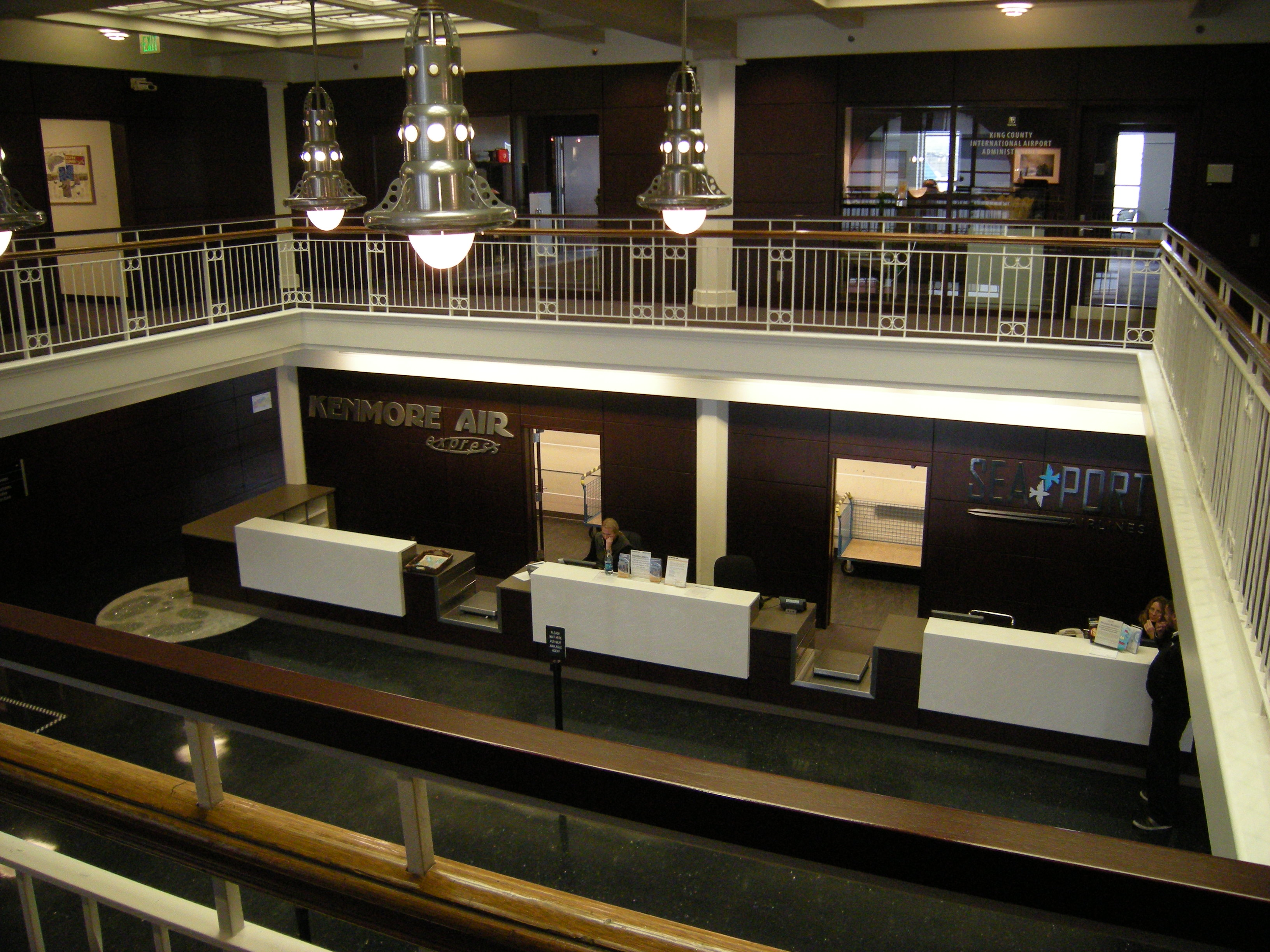
Інтер'єр аеропорту